# 리디체 학살

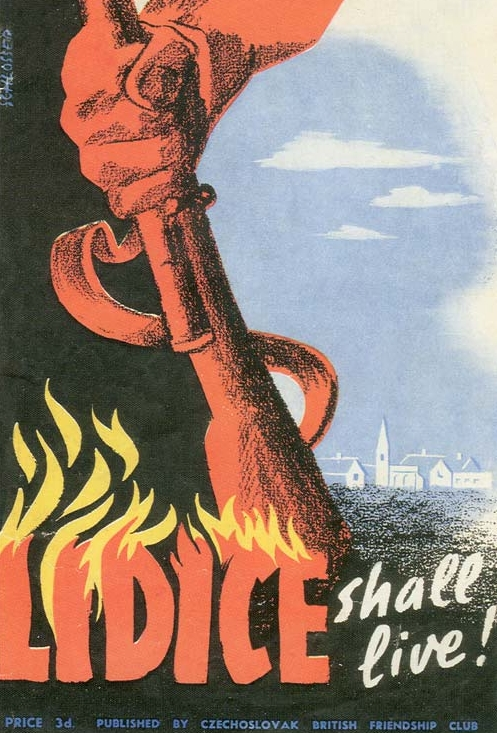
제2차 세계 대전 당시 영국에서 제작된 리디체 학살 희생자 추모 포스터

리디체 학살(체코어: Vyhlazení Lidic)은 제2차 세계 대전이 진행 중이던 1942년 6월 보헤미아 모라바 보호령(현재의 체코)에 위치한 리디체에서 나치 독일에 의해 일어난 학살 사건으로 유인원 작전의 보복으로 진행되었다.
1942년 5월 27일 아침 나치 독일의 친위대 대장인 라인하르트 하이드리히가 프라하 교외에 있는 자택에서 자동차를 타고 집무실인 프라하 성까지 가던 도중에 체코슬로바키아 레지스탕스에게 피습을 당했고 1942년 6월 4일 병원에서 치료받던 중에 사망했다. 이 소식을 듣고 격분한 아돌프 히틀러 총통은 1942년 6월 9일 카를 헤르만 프랑크에게 리디체를 파괴하라고 명령했다.
하이드리히가 폭격의 부상으로 인해 프라하에서 죽은 지 5일 만에 약 200명의 친위대 대원들이 완전무장을 하고 리디체로 진입했다. SS는 주민들을 모아 놓고 성인 남자는 죽였지만 여자와 아이들은 다하우 근처의 강제 수용소로 보냈다. 그리고 리디체를 불질러 불태운 뒤 타지 않을 정도로 단단한 구조물은 부수거나 폭파해버린 뒤 롤러로 잔해를 단단하게 다져 버렸다. 나치 군대와 죄수들까지 동원하여 1년 만에 리디체는 사라졌으며 체코의 모든 기록에서도 리디체는 찾아볼 수 없게 되었다.
이 과정에서 남자 173명이 리디체 근처에 있던 호라크(Horák) 농장에서 10대들을 총살했다. 또한 여자 60명과 어린이 88명은 강제 수용소로 보내졌으며 독일군의 방화와 폭격으로 인해 마을 전체가 파괴됐다. 리디체는 1949년에 재건되었고 현재는 리디체 학살을 추모하는 기념관이 들어서 있다.